# 128e session du Comité international olympique
La 128e session du Comité international olympique est une réunion du Comité international olympique (CIO) qui se tient à Kuala Lumpur, en Malaisie, du 31 juillet au 3 août 2015. Lors de la première journée de cette session, Pékin est désignée ville hôte des Jeux olympiques d'hiver de 2022 et Lausanne, ville hôte des Jeux olympiques de la jeunesse d'hiver de 2020.

## Organisation
Deux villes étaient candidates à l'organisation de la 128e session du CIO : Kuala Lumpur en Malaisie et Lima au Pérou. Kuala Lumpur était déjà candidate pour accueillir la 125e session du CIO qui a eu lieu en 2013, mais c'est Buenos Aires qui a été sélectionnée.
La candidature de Lima n'ayant pas été retenue par le rapport d'évaluation du CIO, c'est donc Kuala Lumpur qui accueille cette session.

## Élections

### Élection de la ville hôte des Jeux olympiques d'hiver de 2022
Sur les six villes requérantes (Almaty, Cracovie, Lviv, Oslo, Pékin, Stockholm), seules trois obtiennent le statut de villes candidates à l'organisation des Jeux olympiques d'hiver de 2022. Après le retrait de la candidature d'Oslo, seules Almaty et Pékin restent dans la course.
Le vote final a lieu le 31 juillet 2015. Le CIO n'a besoin que d'un seul tour pour désigner la ville hôte.
| Résultats du choix de la ville hôte | Résultats du choix de la ville hôte | Résultats du choix de la ville hôte | Résultats du choix de la ville hôte |
| Ville candidate                     | Pays                                | 1er tour                            |                                     |
| ----------------------------------- | ----------------------------------- | ----------------------------------- | ----------------------------------- |
| Pékin                               | Chine                               | 44                                  |                                     |
| Almaty                              | Kazakhstan                          | 40                                  |                                     |

### Élection de la ville hôte des Jeux olympiques de la jeunesse d'hiver de 2020
Les deux villes requérantes, Brașov et Lausanne, sont retenues comme villes candidates à l'organisation des Jeux olympiques de la jeunesse d'hiver de 2020.
Le vote final a également lieu le 31 juillet 2015. Le CIO n'a besoin que d'un seul tour pour désigner la ville hôte.
| Résultats du choix de la ville hôte | Résultats du choix de la ville hôte | Résultats du choix de la ville hôte | Résultats du choix de la ville hôte |
| Ville candidate                     | Pays                                | 1er tour                            |                                     |
| ----------------------------------- | ----------------------------------- | ----------------------------------- | ----------------------------------- |
| Lausanne                            | Suisse                              | 71                                  |                                     |
| Brașov                              | Roumanie                            | 10                                  |                                     |

## Autres sujets

### Reconnaissance du Soudan du Sud
Le 2 août 2015, le Comité national olympique sud-soudanais est reconnu comme membre du CIO, permettant ainsi au Soudan du Sud de participer aux Jeux olympiques d'été de 2016 sous son drapeau national. En 2012, le pays défilait sous la bannière olympique. Le code pays du CIO pour l'équipe olympique du Soudan du Sud est SSD.